# Шоктал
Шокта́л (каз. Шоқтал) — село у складі Аккулинського району Павлодарської області Казахстану. Входить до складу Шакинського сільського округу.
Населення — 147 осіб (2021; 223 у 2009, 340 у 1999, 387 у 1989).
Національний склад станом на 1989 рік:
- казахи — 100 %